# Annerveenschekanaal
Annerveenschekanaal (53° 05′ N, 6° 48′ L) é uma cidade dos Países Baixos, na província de Drente. Annerveenschekanaal pertence ao município de Aa en Hunze, e está situada a 18 km, a leste de Assen.
A área de Annerveenschekanaal, que também inclui as partes periféricas da cidade, bem como a zona rural circundante, tem uma população estimada em 420 habitantes.